# یتیمان میکی
یتیمان میکی یک فیلم انیمیشن کوتاه آمریکایی محصول ۱۹۳۱ است که توسط استودیو انیمیشن والت دیزنی و توسط کلمبیا پیکچرز منتشر شده‌است. این کارتون زمان کریسمس و میکی‌ماوس، مینی ماوس و پلوتو را نشان می‌دهد که گروهی از بچه گربه‌های شیطان را به سرپرستی می‌گیرند. این کارتون توسط برت جیلت کارگردانی شده و والت دیزنی و مارچلین گارنر به ترتیب میکی و مینی را صداپیشگی می‌کنند. این سی و ششمین فیلم میکی ماوس و دوازدهمین در آن سال بود.
این فیلم در پنجمین دوره جوایز اسکار در ۱۹۳۲، نامزد جایزه اسکار بهترین پویانمایی شد و نکته جالبش این است که آن سال اولین دوره جایزه بهترین پویانمایی کوتاه بود. این فیلم یکی دیگر از فیلم‌های دیزنی یعنی، گل‌ها و درخت‌ها، که اولین فیلم رنگی دیزنی نیز بود باخت.
یتیمان میکی بازسازی یکی از کارتون‌های اسوالد، خرگوش خوش‌شانس به نام جوراب‌های خالی بود محصول ۱۹۲۷ بود، این دو کارتون کوتاه قدیمی‌ترین کارتون‌های دیزنی با تم کریسمس هستند. کارتون جوراب‌های خالی یک فیلم گمشده بود، اما نسخه تقریباً کاملی، با یک فیلم گمشده، در دسامبر ۲۰۱۴ در کتابخانه ملی نروژ پیدا شد.